# Slovenski literarni muzeji
V Sloveniji je več kot 60 muzejev in galerij, povezanih v Skupnost muzejev Slovenije. Ne obstaja pa osrednji literarni muzej, v katerem bi na enem mestu celovito predstavili vse pomembnejše slovenske pesnike in pisatelje. Zato pa je Slovenija preprežena z desetinami spominskih hiš in sob, spomenikov in spominskih plošč pomembnim prednikom, pisateljem, pesnikom, slikarjem, politikom, znanstvenikom, vojakom. Nekateri pokrajinski in krajevni muzeji so v rojstnih hišah domačih literatov uredili manjše stalne razstave o njihovem življenju in delu, ponekod so jih uredila društva ali šole, redkeje posamezniki.
Rojstne ali spominske hiše in sobe predstavljajo javne ali zasebne zbirke razstavnih predmetov o literarnih delih in njegovih tvorcih. Pogosto so hkrati predstavljene značilnosti življenja v določenem času in so hiše tudi mali etnografski muzeji. Z idejo slovenskega literarnega muzeja so se ukvarjali literarni zgodovinar Joža Mahnič, slovenistka Breda Pogorelec in Andrijan Lah.

## Gorenjska

### Rojstna hiša Rudolfa Maistra
V starem delu Kamnika so v nekdanjem predmestju Šutna 3. septembra 2013, na državni ravni pa na Maistrov dan 23. novembra 2013 odprli obnovljeno rojstno hišo slovenskega generala in pesnika Rudolfa Maistra - Vojanova. V hiši je razstava o Maistrovem življenju in delu, spominsko ploščo (1938) na pročelju je zasnoval J. Plečnik.

### Prešernova rojstna hiša
Prvi primer slovenskega literarnega muzeja je rojstna hiša pesnika in pravnika dr. Franceta Prešerna (1800–1849) v Vrbi. Slovenska mladina je leta 1939 na poziv vidnih kulturnih osebnosti (pobudnik je bil pisatelj Fran Saleški Finžgar) odkupila Prešernovo hišo, ki so jo nato preuredili v muzej. Opremili so jo s predmeti in pohištvom iz časa pesnikovega otroštva, med katerimi ima poseben pomen njegova zibelka. Nemci so muzeju med drugo svetovno vojno kljub načrtnemu uničevanju slovenskih kulturnih objektov prizanesli, po besedah poznavalcev predvsem zaradi Prešernovih pesmi v nemščini. Pred pesnikovo hišo so ob 200-letnici njegovega rojstva odkrili bronasti doprsni odlitek prve kiparske upodobitve Franceta Prešerna, ki jo je leta 1865 izdelal akademski kipar Franc Ksaver Zajec. V hiši se je rodil tudi ljubljanski nadškof Anton Vovk.

### Finžgarjeva rojstna hiša
V rojstni hiši v Doslovčah, po domače Pri Dolencu, je prikazano življenje in delo pisatelja Frana Saleškega Finžgarja (1871–1962). Hiša skupaj z ohranjenim skednjem in kozolcem ponazarja, v kakšnem okolju je živel in delal gorenjski kajžar in obrtnik v času pisateljeve mladosti. Dolenčeva kajža je bila znana po tkanju platna na statvah ter šivanju ovčjih kožuhov in irhastih hlač.

### Prešernov spominski muzej
V hiši na Prešernovi ulici v Kranju, kjer je od jeseni 1846 do svoje smrti prebival France Prešeren, so leta 1964 odprli spominski muzej. V letu 2000/2001 je bila hiša temeljito prenovljena, z njo pa tudi stalna razstava, ki prikazuje pesnikovo življenje od njegovega rojstva v Vrbi, šolanja na Dunaju do življenja v Ljubljani in smrti v Kranju. Z avtentičnim pohištvom sta opremljeni dve sobi: pesnikova spalnica in advokatska pisarna. Posebej so izpostavljeni trije vrhunci v njegovem življenju: Sonetni venec, Krst pri Savici in izid Poezij. Na razstavi je možno videti tudi precej knjig in sodobnih medijev o Prešernovem življenju in njegovem delu, hkrati pa tudi ogromno prevodov Prešerna v tuje jezike. Leta 1981 je ob slovenskem kulturnem prazniku stekel ciklus razstav z naslovom Prešernovi nagrajenci.

### Rojstna hiša Matije Čopa
V Žirovnici na ogled rojstna hiša jezikoslovca, literarnega zgodovinarja in bibliotekarja Matije Čopa (1797–1835). Filozofsko in estetsko izrazito napredno usmerjen je s svojim kulturnopolitičnim programom dvigal kulturno zavest slovenskega naroda. Bil je zelo dober poznavalec klasične in sodobne književnosti, govoril je 19 jezikov. Eden njegovih somišljenikov in osebni prijatelj je bil France Prešeren.

### Rojstna hiša Janeza Jalna
V vasi Rodine pri Žirovnici je lepo ohranjena rojstna hiša pisatelja in dramatika Janeza Jalna (1891–1966), ki je navdih za svoja pripovedna dela iskal v naravi in življenju preprostih ljudi v domačem okolju ali v daljni preteklosti, ko so na Ljubljanskem barju živeli koliščarji. V starem delu hiše so leta 1992 obnovili, pet let kasneje pa za javnost odprli zbirko o pisateljevem življenju in delu. V veži je razstavljena dokumentacija in rekonstruirana črna kuhinja, v kamri je pisateljev delovni prostor z rokopisi, tiskanimi deli in dokumenti, bivalni prostor pa je opremljen z izvirno opremo.

### Razstava o Antonu Tomažu Linhartu
V baročni graščini v Radovljici je v nadstropju na ogled stalna razstava o prvem slovenskem dramatiku, začetniku modernega slovenskega zgodovinopisja in državnemu uradniku Antonu Tomažu Linhartu (1756–1795). V tedanjem uradnem nemškem jeziku je napisal viharniško tragedijo Miss Jenny Love in pesniški almanah Blumen aus Krain, v slovenskem jeziku pa svoji najznamenitejši deli, komediji Županova Micka in Ta veseli dan ali Matiček se ženi. Linhart je bil kot visok državni uslužbenec zaslužen za uvedbo višješolskega študija in prve javne knjižnice v Ljubljani, ustanovil pa je tudi veliko osnovnih šol. Kot znanstvenik se je proslavil z dvema knjigama o zgodovini Slovencev (Versuch einer Geschichte von Krain ünd der übrigen südlichen Slaven Oesterreichs, 1788, 1791).

### Kurnikova hiša
Na levem bregu Tržiške Bistrice, v mestnem jedru Tržiča, stoji stara Kurnikova hiša, zgrajena po velikem požaru, ki je leta 1811 upepelil dobršen del mesta. Enonadstropna hiša z meščansko–obrtno arhitekturo, dolgim lesenim balkonom in krita s skodlami je na začetku 19. stoletja prešla v last družine kolarjev Kurnikov, po domače Rodarjev. Najbolj znan je bil ljudski pesnik in kolar Vojteh Kurnik (1826–1886), ki ima na hiši svoj bronast portret. Med delom so se mu v glavi pogosto rojevali Verzi, zato jih je zapisoval kar na deske ali oblance, od katerih se jih je nekaj ohranilo vse do danes. Kot pesnik je opeval Tržič in okolico, tamkajšnje prebivalce in še posebej rokodelce. Literarno sicer ni bil visoko izobražen, a se je vendarle uspel dvigniti nad povprečje svojega kraja oziroma nad raven tedaj neukega in na tuj jezik naslonjenega prebivalstva. Pritličje Kurnikove hiše predstavlja bivanjske kulture 19. stoletja in Kurnikov literarni krog, celotno nadstropje pa je namenjeno razstavni galerijski dejavnosti.

### Planinski muzej
V knjižnici Slovenskega planinskega muzeja v Mojstrani se nahaja več kot 1.000 strokovnih in leposlovnih enot o planinstvu, namenjenih kustosom in raziskovalcem, ki proučujejo planinsko zgodovino. Muzejska knjižnica hrani vse številke Planinskega vestnika, ki so shranjene tudi v drugih slovenskih knjižnicah. Ima klasična dela slovenske planinske zgodovine (Julius Kugy, Pavel Kunaver, Evgen Lovšin, Henrik Tuma, Janko Mlakar, …), številne publikacije domačih planinskih društev, priročnike ...

### Liznjekova domačija
V obnovljeni Liznjekovi domačiji v Kranjski Gori so leta 1983 uredili etnološki muzej. V kletnih prostorih je postavljena stalna razstava o življenju in delu mladinskega pisatelja Josipa Vandota, znanega po priljubljenih planinskih povestih o Kekcu. Vandot je bil rojen v Kranjski Gori. Na rojstni hiši je spominska plošča.

### Spominska soba Franceta Koblarja
V muzeju v Železnikih je svoje mesto našla tudi spominska zbirka o akademiku prof. dr. Francetu Koblarju (1889–1975). Že pri desetih letih je šel po poti svojega očeta kovača, vendar so dobri ljudje bistremu in nadarjenemu mladeniču omogočili šolanje in dokončal je slavistiko in latinščino na Dunaju. Koblar je bil uspešen gledališki kritik, profesor zgodovine slovenske dramatike, gledališki in radijski režiser, kot akademik pa je v glavnem delal kot urednik in pisec opomb Zbranih del slovenskih pesnikov in pisateljev. V spominski sobi je v sliki in besedi prikazano njegovo ustvarjalno življenje, predstavitev pa dopolnjujejo Koblarjevi delovni predmeti.

### Rojstna hiša Janeza Mencingerja
V zahodnem delu vasi Brod pri Bohinjski Bistrici je ohranjena rojstna hiša pisatelja, pesnika, odvetnika in prevajalca Janeza Mencingerja (1838–1912). V pribrežni enonadstropni hiši z lesenim vhodnim gankom je urejena spominska soba o pisateljevem življenju in delu, na obcestni fasadi pa je marmornata plošča s posvetilom pisatelju.

### Rojstna hiša Janka Kersnika
Brdo pri Lukovici. Janko Kersnik je bil rojen na gradu, ki je bil zažgan med drugo svetovno vojno. Na obnovljenem obodnem stolpu je spominska plošča. 

## Ljubljana

### Spominska soba Ivana Cankarja
Pisatelj in dramatik Ivan Cankar (1876–1918) je kar nekaj let svojega življenja preživel v Ljubljani. Po vrnitvi z Dunaja je od leta 1910 do 1917 živel na Rožniku, kjer je ustvaril nekaj pomembnih del, kot sta spis Bela krizantema in črtice Podobe iz sanj. Leta 1912 sta se Cankarju za nekaj časa pridružila tudi pesnik Oton Župančič in slikar Rihard Jakopič. Leta 1948 so umetnikovo bivališče na Rožniku spremenili v spominsko sobo, v njej pa se nahaja več Cankarjevih osebnih predmetov, kot so listnica, kravata, posetnica in stalna dovolilnica za obisk Jakopičevega paviljona. Pohištvo v sobi je z začetka 20. stoletja in pomaga pričarati življenje takratnega časa.

### Župančičeva spominska zbirka
V prostorih Knjižnice Otona Župančiča na Kersnikovi ulici v Ljubljani je na ogled zapuščina enega ključnih umetnikov in kulturnih delavcev prve polovice 20. stoletja na Slovenskem. Spominska zbirka Otona Župančiča (1878–1949) spodbuja k odkrivanju manj znanih strani pesnikovega življenja ter vabi k branju in doživljanju njegove umetniške besede. Obe Župančičevi sobi in tamkajšnji predmeti pripovedujejo zgodbo o umetniku in njegovem času, njegov literarni opus, pri katerem so posebej izpostavili zadnjo pesniško zbirko Zimzelen pod snegom (1945), pa vabi obiskovalce k branju Župančičeve poezije.

### Slovenski šolski muzej
Muzejska knjižnica v Slovenskem šolskem muzeju v Ljubljani je ohranila veliko izvirne pedagoške literature; od učbenikov, šolske zakonodaje in učnih načrtov iz različnih obdobij do pedagoških časopisov in revij. Trenutno hrani več kot 55.000 knjig, med katerimi je mnogo starih in redkih pedagoških knjig iz 18. in 19. stoletja in celo nekaj prvih tiskov - inkunabul pred letom 1500 (npr. Rudimenta grammatices).

### Stalna razstava Ferda Godine
Na Osnovni šoli Prežihovega Voranca v Ljubljani je v preddverju urejena stalna razstava del in slik pisatelja, publicista in urednika Ferda Godine, ki je v času življenja veliko časa namenil učencem te šole.

## Štajerska

### Domačija Petra Dajnka
V Črešnjevcih v Gornji Radgoni se nahaja domačija jezikoslovca, slovničarja, pisca in pesnika Petra Dajnka (1787–1873). V narodno zavest se je najbolj vtisnil po svojih prizadevanjih, da bi uveljavil vzhodnoštajersko narečje in po sebi imenovano pisavo dajnčico, kar pa se ni uresničilo. Njegov najpomembnejši dosežek je knjiga o čebelarstvu. Dajnkova rojstna hiša je ena redkih ohranjenih in obnovljenih panonskih hiš, kritih s slamo, izdelanih iz tramov (cimper) in obdanih z ilovico. Hiša je stara od 350 do 400 let, ohranjen je bivalni del hiše, v katerem je priklet z razstavo ohranjene etnološke zbirke starega orodja, hiška z originalnim kotom (miza in klop), lončeno pečjo in črno kuhinjo.

### Domačija Maksa Pleteršnika
V Pišecah blizu Bizeljskega in Brežic se nahaja obnovljena domačija jezikoslovca in slovaropisca Maksa Pleteršnika (1840–1923). Tri sobe v spominski hiši so opremljene z njegovim pohištvom in osebnimi predmeti, med katerimi je največ knjig. Dvorišče krasi kamniti steber z reliefom Maksa Pleteršnika, v bližnji zidanici pa si je možno ogledati in kupiti razna gradiva o jezikoslovcu.

### Spominska soba Vladimirja Levstika
Celje

### Spominska soba Antona Ingoliča, Slovenska Bistrica
V gradu Slovenska Bistrica je v nadstropju par sob urejen v spomin na pisatelja Ingoliča.

## Koroška

### Spominski muzej Prežihovega Voranca
Na Preškem vrhu nad Kotljami v Mežiški dolini stoji Prežihova bajta, ki je od leta 1979 spominski muzej pisatelja Lovra Kuharja - Prežihovega Voranca (1893–1950). Bajta je značilna koroška stavba malega kmeta »bajtlerja«, ki z urejeno notranjostjo spominja na značilno okolje Prežihove mladosti, o njegovem delu pa pripoveduje življenjepisno in leposlovno gradivo v muzeju. Tu se je mladi Voranc skrival s svojimi somišljeniki med obema svetovnima vojnama in sem so v letih diktature in druge svetovne vojne romale njegove misli, ko je bil brezdomec v mnogih tujih deželah. Nad Prežihovo bajto, nad nekdanjim ajdovim strniščem, stoji mogočen bronast Prežihov spomenik, ki ga je izdelal akademski kipar Stojan Batič.

## Prlekija

### Rojstna hiša Frana Miklošiča
V Radomerščaku pri Ljutomeru je lepo ohranjena rojstna hiša filologa in jezikoslovca dr. Franca viteza pl. Miklošiča (1813–1891), ki velja za najpomembnejšega slavista 19. stoletja. Evropskemu jezikoslovju je zapustil vrsto znamenitih jezikoslovnih del, primerjalnemu slovanskemu jezikoslovju trdne znanstvene temelje, na katerih so lahko gradile naslednje generacije, Slovencem pa pomembno mesto v evropski jezikoslovni in sploh znanstveni zavesti. O njegovi izjemno ustvarjalni življenjski poti pripoveduje urejena spominska soba, ki jo vsako leto obišče veliko pohodnikov.

## Prekmurje

### Domačija Miška Kranjca
Rojstno domačijo pisatelja, novinarja in politika Miška Kranjca (1908–1983) v Veliki Polani so prenovili v muzej. Rojstna hiša ponuja na ogled izjemno bogato papirnato zapuščino, saj je ploden pisatelj napisal čez 50 romanov, črtic in novel. Muzej je zanimiva kombinacija spominske sobe - pisateljeve delovne sobe s knjižnico, galerije s pisateljevimi laični oljnimi platni in lastnimi fotografijami, ter sobe, kjer je možno izvedeti vse o Kranjčevem rojstnem kraju.

## Dolenjska

### Spominska soba Frana Levstika in Josipa Stritarja
V Levstikovem domu sredi Velikih Lašč je urejena spominska soba dveh pomembnih slovenskih književnikov druge polovice 19. stoletja, Frana Levstika (1831–1887) in Josipa Stritarja (1836–1923). Stavba Levstikovega doma je bila zgrajena po drugi svetovni vojni na mestu nekdanje mogočne Grebenčeve hiše, imenovane Vatikan. Dom je bil ob 150-letnici Levstikovega rojstva delno prenovljen ter poimenovan po Levstiku. Spominsko zbirko sestavljajo dokumenti, ki osvetljujejo Levstikovo podobo. Med njimi je tudi nekaj takih, ki so bili celo prvič razstavljeni (npr. Vilharjeva fotografija, ko je bil v zaporu zaradi Levstikovega pisanja v časopisu Naprej). Med redkimi Levstikovimi ohranjenimi predmeti sta njegov umivalnik in posodica za toaletne potrebščine. Stritarjeva zbirka je zanimiva predvsem zaradi številnih predmetov in dokumentov, ki so jih poklonili njegovi vnuki, kot npr. Stritarjev doprsni kip Alojza Gangla, pisateljeva pisma ter profesorske preparacije, pečatnik in izvirne stenske slikarije iz njegove hiše na Dunaju.

### Jurčičeva rojstna hiša
Na Muljavi kot lep primer muzeja na prostem stoji rojstna hiša pisatelja in časnikarja Josipa Jurčiča (1844–1881). Hiša, ki jo je sezidal njegov ded, je ohranila svojo prvotno podobo in je pomemben spomenik kmečkega stavbarstva 19. stoletja. Podkleten stanovanjski del ima v sredini veliko vežo z odprtim ognjiščem in kuriščem peči, ki je bila namenjena kuhanju in shranjevanju manjšega orodja. Izvirno opremo v hiši je Etnografski muzej delno dopolnil z eksponati iz svojih zbirk. Kašča, v kateri so hranili vso hrano in boljšo obleko, je zaradi nevarnosti požarov ločena od glavne stavbe. V sadovnjaku stoji čebelnjak s kopijami poslikanih panjskih končnic, poleg domačije pa so pozneje kot primer bivališča vaškega bajtarja postavili Krjavljevo kočo. Vsako leto poteka tudi Jurčičeva pot, ki ima najdaljši postanek ravno pred pisateljevo rojstno hišo. Domače gledališko društvo vsako leto v dolini za domačijo uprizori predstave na prostem.

### Škrabčeva domačija
V Hrovači pri Ribnici se nahaja rojstna hiša patra Stanislava Škrabca (1844–1918), enega najpomembnejših jezikoslovcev slovenistov 19. stoletja, utemeljitelja modernega slovenskega pravorečja in norme slovenskega knjižnega jezika. Na Škrabčevi domačiji so več kot dve stoletji prebivali, snovali in delovali rodovi družine Škrabec, danes pa obnovljena gosti predstavitve in srečanja Škrabčevih in njihovih prijateljev, gostov, partnerjev ter obiskovalcev. Spominska plošča patra Stanislava Škrabca, leta 1920 vzidana na pročelje hiše, varuje spomin na slovitega jezikoslovca, medtem ko je prenovljena domačija odlična priča bivalne kulture poznega 19. in začetka 20. stoletja.

### Muzej krščanstva na Slovenskem
V Cistercijanskem samostanu v Stični je na ogled stalna razstava Zgodovina krščanstva na Slovenskem, kjer so razstavljena besedila starejšega krščanskega slovstva, med katerimi izstopa faksimile Brižinskih spomenikov, napisanih med letoma 972 in 1039.
Predstavljeni so portreti nekaterih stiških opatov, rekonstrukcija stiškega skriptorija, faksimile stiškega rokopisa iz 15. stoletja ter številne tiskane knjige iz časa novega veka. Prikazana sta tudi življenje in delo najpomembnejših protestantskih piscev (Primoža Trubarja (1508–1586), Sebastijana Krelja (1538–1567), Adama Bohoriča (ok. 1520–1598) in Jurija Dalmatina (1547–1589)), osrednji predmet pa je faksimile Dalmatinove biblije v slovenskem jeziku (1584). V stiškem muzeju je na ogled tudi zbirka izvirnih knjižnih del, predmetov in dopisovanja misijonarja in škofa Friderika Barage ter knjižni fond slovenske izseljeniške literature iz ZDA, Kanade, Argentine in Avstralije, ki ga je zbral in uredil salezijanski duhovnik Karel Ceglar.

## Bela krajina

### Spominska zbirka Otona Župančiča
V dveh večjih in enem manjšem prostoru pritličja hiše, ki je zrasla na pogorišču domačije v Vinici, je postavljena spominska zbirka pesnika in dramatika Otona Župančiča (1878–1949). Razstavljene fotografije in dokumentarno gradivo seznanjajo obiskovalce s pesnikovo družino, njegovim otroštvom in mladostjo. Zbirka vključuje tudi prikaz kulturnega in socialnega okolja, v katerem je odraščal mladi Župančič, in zlasti poudarja problem izseljevanja iz Bele krajine.
V naslednji sobi sledita kronološki pregled pesnikovega literarnega dela in drugega ustvarjanja ter pregled izdanih in prevedenih del in pesnikovih prevodov tujih del. V zadnjem delu razstave so na ogled etnografski predmeti, ki jih je Župančič pogosto omenjal v svojih pesmih.
Spominska soba Otona Župančiča v očetovi hiši v Dragatušu.

### Rojstna hiša Mirana Jarca
(Črnomelj)

## Notranjska

### Spominska hiša Ivana Cankarja
Spominska hiša Ivana Cankarja na Klancu je pomemben kulturni spomenik mestnega središča Vrhnike. Nahaja se na mestu, kjer je nekoč stala lesena, s slamo krita koča, v kateri se je rodil pisatelj Ivan Cankar (1876–1918). Danes je pod vodstvom vodiča na ogled zbirka predmetov, ki prikazuje bivanjske razmere revnejše družine ob koncu 19. in v začetku 20. stoletja. Na policah in vitrinah so razstavljeni Cankarjevi prvotiski, fotografije pisatelja, njegovih sorodnikov, prijateljev in dobrotnikov iz ljubljanskega in dunajskega obdobja ter njegovi avtoportreti in risbe.

### Rojstna hiša Frana Milčinskega
Lož

## Primorska

### Rojstna hiša Simona Gregorčiča
V kmečki hiši v Vrsnem pod Krnom se nahaja rojstna hiša duhovnika, pesnika, prevajalca in narodnega buditelja Simona Gregorčiča (1844–1906). Spominska razstava s grafičnimi ponazoritvami prikazuje pesnikovo življenje in delo, njegov rod, sodobnike in dogodke, ki jim je prisostvoval. Prikaz spremljajo številne fotografije, faksimili dokumentov in legende. V rojstni hiši je tudi predstavljen ljudski spomin na pesnika po njegovi smrti, saj je le malokateri pesnik tako globoko zapisan med Slovenci kot prav Gregorčič. Na razstavi sledimo z njim povezanim dogodkom od njegove smrti do leta 2006. Spominske sobe bogatijo tudi nekatere pesnikove fotografije, v vitrinah pa so razstavljene monografije o Gregorčiču, izdaje njegovih Poezij in prevodi njegovih del v tuje jezike.

### Domačija Cirila Kosmača
Na Slapu ob levem bregu reke Idrijce je obnovljena domačija novelističnega pisatelja Cirila Kosmača (1910–1980) s stalno spominsko razstavo. Pritlični prostori z vežo, kuhinjo, izbo in kamro pripovedujejo o bivalni kulturi v tridesetih letih 20. stoletja, torej v času pred Kosmačevim begom v tedanjo kraljevino Jugoslavijo, zgornji prostori pa razgrinjajo njegovo življenje in ustvarjalno pot. Rojstna hiša je ena glavnih točk ob Kosmačevi učni poti, ki so jo leta 2000 uspešno zastavili in izpeljali na Osnovni šoli Dušana Muniha na Mostu na Soči.

### Spominska hiša Alojza Gradnika
V gručasti vasi Medana v občini Brda, nedaleč od državne meje z Italijo, stoji rojstna hiša pesnika in prevajalca dr. Alojza Gradnika (1882–1967). Hiša odstira življenjsko pot poklicnega sodnika, ki je znal z umetniško tankočutnostjo upodobiti Brda, njihovo naravo, kulturno podobo in briškega človeka. Med drugim so razstavljene tudi Gradnikove pesniške zbirke, ki pričajo o njegovi veliki izpovedni moči. V neposredni bližini vsako leto konec avgusta pripravijo Festival knjige in vina, ki ga oblikujejo koncerti, pesniško branje, prevodi poezije ter predstavitve pesnikov in ljubiteljev književnosti.

### Domačija Franceta Bevka
Visoko nad Baško dolino, na severnem pobočju gore Kojce, leži vas Zakojca, rojstni kraj pisatelja, publicista in kulturnega delavca Franceta Bevka (1890–1970). V bregu pod vasjo se nahaja Volarjeva domačija, v kateri je preživljal svoje otroštvo in zgodnjo mladost. Osrednji bivalni prostor domačije je hiša, kjer se je družina zbirala ob hrani in dolgih zimskih večerih. Zraven je soba, v kateri so spali starši in najmlajši otrok, poleg pa še kamra za deda in babico, kamor se je po njuni smrti naselil France. Podstrešje je preurejeno v velik razstavni prostor, kjer je z dokumenti, fotografijami, knjigami in predmeti prikazano pisateljevo življenje in delo. Na zatrepni vhodni fasadi je nameščena spominska plošča, ki jo je v spomin na pisatelja že leta 1977 postavil Klub starih goriških študentov.

## Druge rojstne hiše
- Srečko Kosovel (Sežana)
- Fran Detela (Moravče)
- Anton Breznik (Ihan)
- Janez Trdina (Mengeš)
- Jovan Vesel Koseski (Spodnje Koseze)
- Fran Maselj Podlimbarski (Spodnje Loke)
- Louis Adamič (Blato)
- France Bellvk (Idrijski grad)
- Dragotin Karette (Prem)
- Rudolf Maister (Kamnik)
- Simon Jenko (Podreča)
- Matija Valjavec (Srednja Bela)
- Anton Aškerc (Senožete, Laško)
- Ivo Brnčić (Sv. Lenart v Slovenskih goricah)
- Valentinos Vodnik (Ljubljana)
- Tone Seliškar (Ljubljana)
- Primož Trubgar (Rašica)

## Literarni muzeji v tujini
- Skupnost muzejev Slovenije
- Ruski državni literarni muzej (Moskva, Rusija) Arhivirano 2011-02-27 na Wayback Machine.
- Japonski literarni muzej (Himeji, Hyogo, Japonska)